# 太康文庙
34°4′1.05″N 114°51′43.92″E / 34.0669583°N 114.8622000°E
太康文庙位于中华人民共和国河南省周口市太康县北大街路西，又称太康黉学。太康文庙始建于明宣德元年（1426年），原有泮池、棂星门、戟门、拜殿、大成殿、崇圣祠等建筑，崇祯年间毁于兵燹，清顺治、康熙年间多次修缮。2006年被公布为第六批全国重点文物保护单位。

## 建筑
太康文庙现仅存拜殿和大成殿，均为清代建筑。拜殿面阔五间，进深三间，单檐歇山顶，檐下置五踩重昂斗拱。斗拱、梁枋和檐板上有雕刻和彩绘。大成殿建于台基之上，大殿前有月台，台阶中间嵌有一块祥龙卧云陛石。大成殿面阔七间，进深五间，重檐歇山顶，前檐作二层檐紧连形，覆绿色琉璃瓦顶。檐下施五踩重昂斗拱，枋额上有龙、凤、人物和花卉镂空雕饰。大成殿兼具中国南北方建筑风格，梁架为北方抬梁式与南方穿逗式相结合，其前坡为两断式，属河南省内罕见，四个翼角飞翘且形体较大，具有较显著的中国南方建筑风格。

## 图集

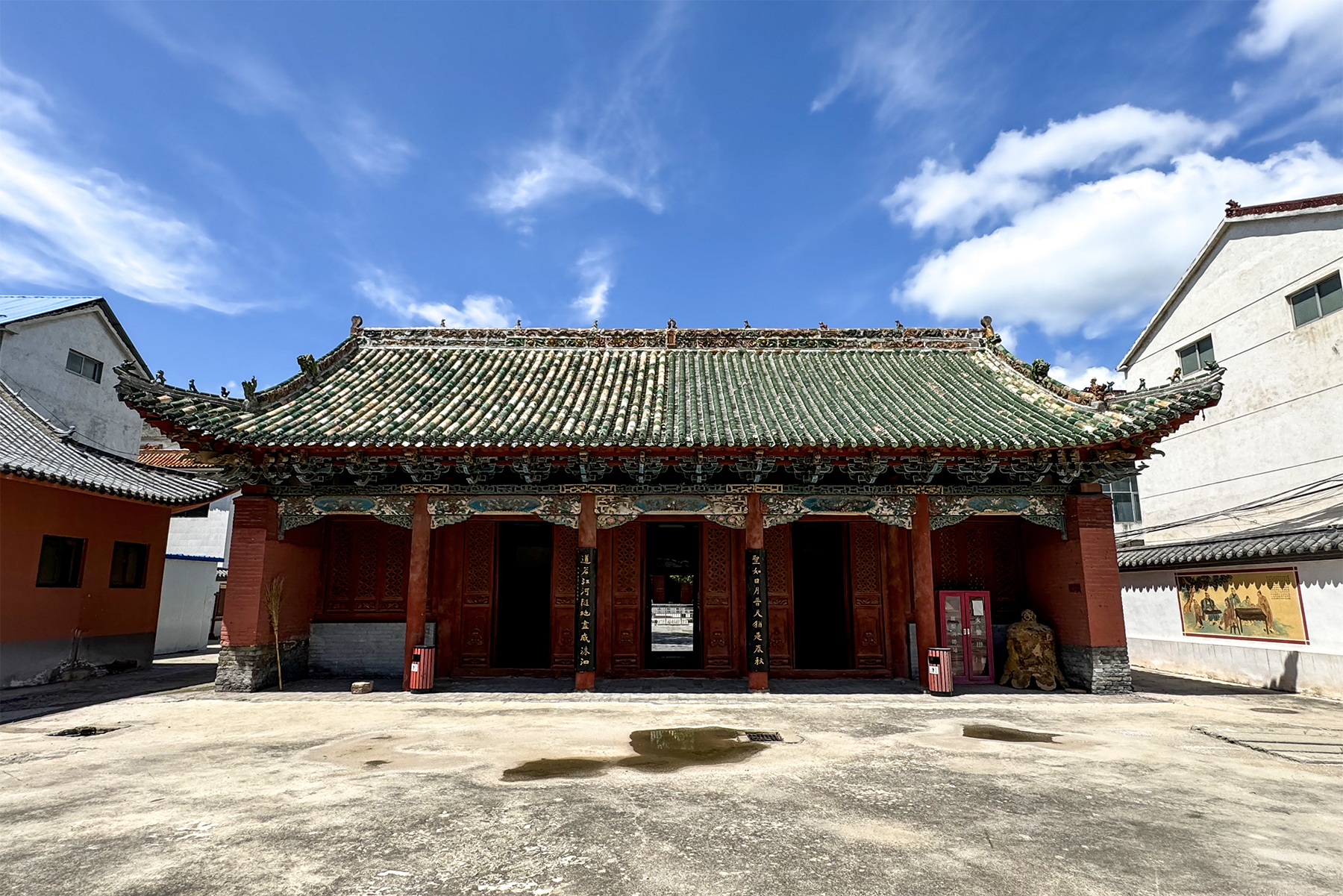
拜殿
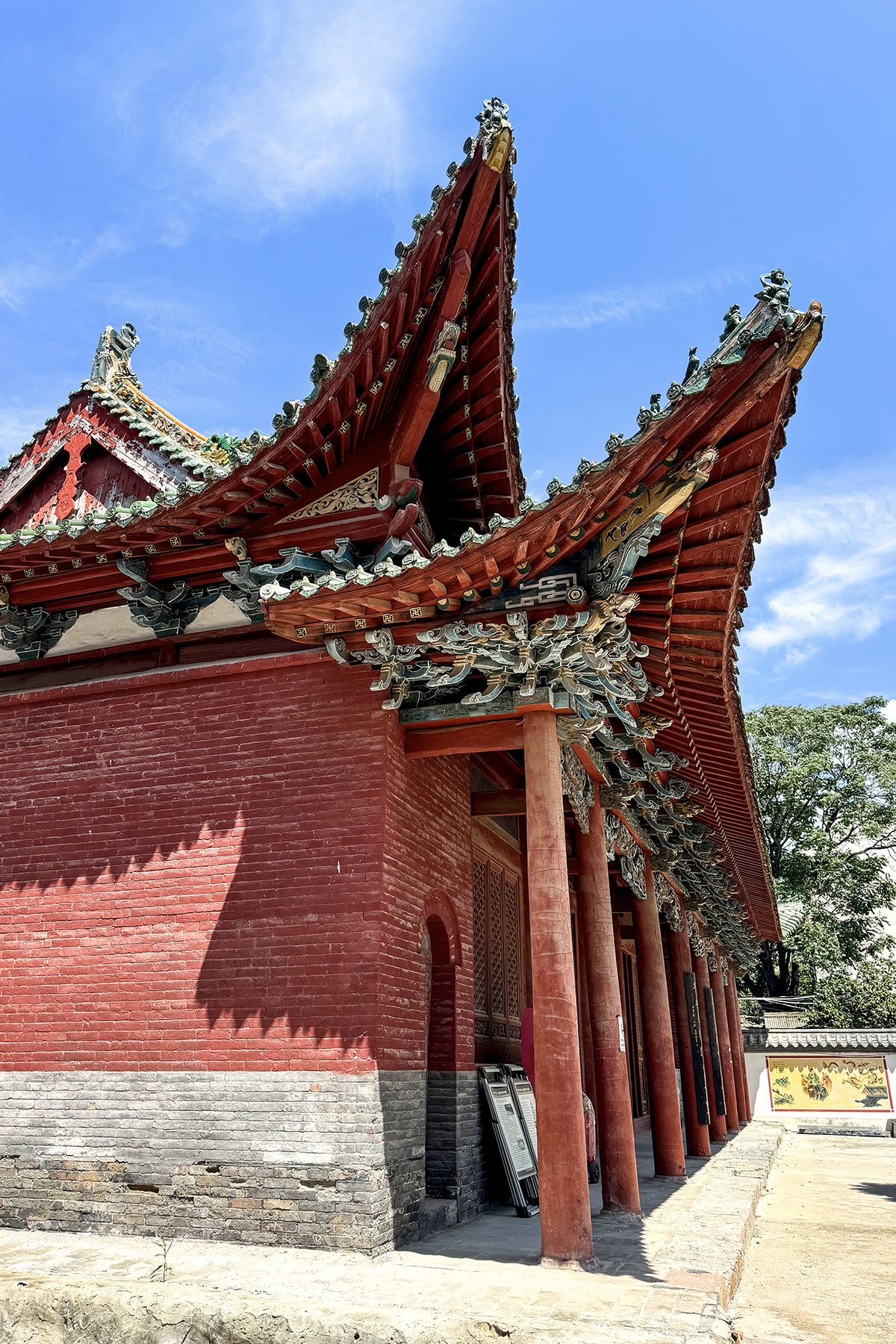
大成殿前檐
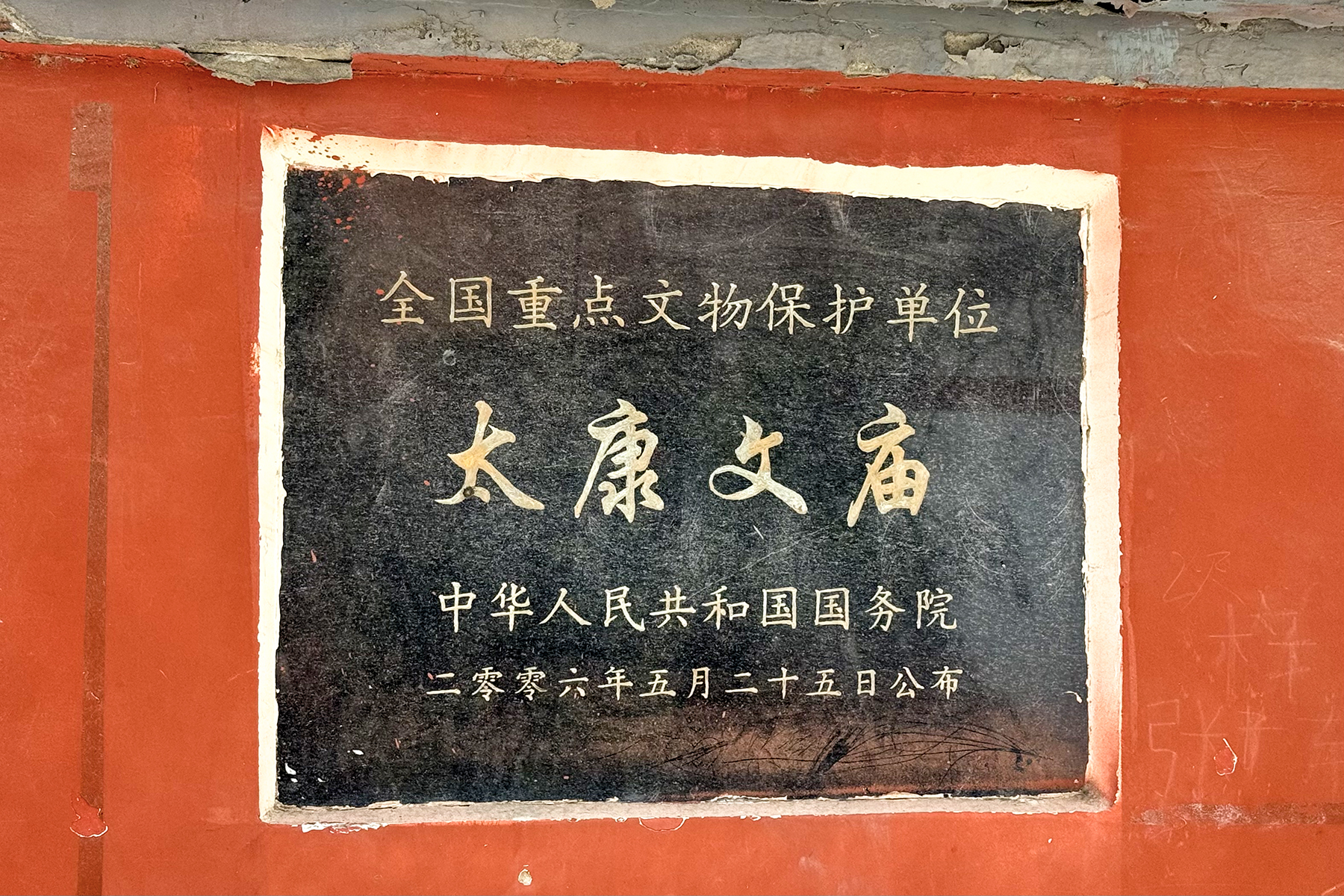
全国重点文物保护单位标示牌